# Кики, Кингсли
Кингсли Кики (англ. Kingsley Keke, 26 сентября 1996, Ричмонд, Техас) — профессиональный американский футболист, выступающий на позиции дифенсив энда в клубе НФЛ «Грин-Бэй Пэкерс».

## Биография
Кингсли Кики родился 26 сентября 1996 года в Ричмонде, Техас. Учился в школе имени Джорджа Ранча, играл в баскетбол и футбол, действовал на позиции тэкла защиты. После окончания школы получил 22 предложения спортивной стипендии от программ I дивизиона NCAA. Поступил в Техасский университет A&M.

### Любительская карьера
Первые три сезона в студенческой команде он отыграл на позиции внутреннего линейного защиты. Регулярно выходить на поле Кики стал на второй год обучения. Он же стал для него самым продуктивным: 37 захватов, семь из которых с потерей ярдов, и четыре сэка. Последний год обучения он играл на месте эдж-рашера. Переход к новому амплуа потребовал от него освоения новых игровых приёмов, а также снижения веса, что позволило прибавить скорости и резкости. В этой роли Кики установил личный рекорд, сделав 7,5 сэков и 11 захватов с потерей ярдов.

#### Статистика выступлений в NCAA
| Сезон | Команда         | Игры | Захваты | Захваты | Захваты | Захваты | Захваты | Перехваты | Перехваты | Перехваты | Перехваты | Перехваты | Фамблы | Фамблы | Фамблы | Фамблы |
| Сезон | Команда         | Игры | Solo    | Ast     | Tot     | Loss    | Sk      | Int       | Yds       | Y/R       | TD        | PD        | FR     | Yds    | TD     | FF     |
| ----- | --------------- | ---- | ------- | ------- | ------- | ------- | ------- | --------- | --------- | --------- | --------- | --------- | ------ | ------ | ------ | ------ |
| 2015  | Техас A&M Эггис | 7    | 2       | 6       | 8       | 0,5     | 0       | 0         | 0         | 0         | 0         | 0         | 0      | 0      | 0      | 0      |
| 2016  | Техас A&M Эггис | 11   | 16      | 21      | 37      | 7,0     | 4,0     | 0         | 0         | 0,0       | 0         | 4         | 0      | 0      | 0      | 0      |
| 2017  | Техас A&M Эггис | 12   | 21      | 33      | 54      | 2,5     | 1,0     | 0         | 0         | 0,0       | 0         | 2         | 2      | 0      | 0      | 0      |
| 2018  | Техас A&M Эггис | 13   | 18      | 33      | 51      | 11,0    | 7,5     | 0         | 0         | 0,0       | 0         | 1         | 1      | 0      | 0      | 1      |
| Всего | Всего           | 43   | 57      | 93      | 150     | 21,0    | 12,5    | 0         | 0         | 0,0       | 0         | 7         | 3      | 0      | 0      | 1      |

### Профессиональная карьера
Перед драфтом 2019 года обозреватель Bleacher Report Мэтт Миллер характеризовал Кики как универсального и атлетичного игрока, способного играть роль запасного пас-рашера. К его плюсам он относил опыт четырёх сезонов на разных позициях в колледже, подвижность, позволяющую играть против соперника с мячом на свободном пространстве, возможность набрать вес и выходить на поле тэклом пятой техники в схеме защиты 3—4. К минусам Кики относили нестандартное для ди-энда телосложение, недостаток агрессивности, проблемы в игре против физически более мощных линейных нападения.
«Грин-Бэй Пэкерс» выбрали Кики на драфте в пятом раунде под общим 150 номером. В мае он подписал с клубом четырёхлетний контракт. В регулярном чемпионате 2019 года он сыграл в четырнадцати матчах и сделал десять захватов. Ещё три захвата на счету Кики в играх плей-офф. Кроме защиты, он выходил на поле и в составе специальных команд. 

#### Статистика выступлений в НФЛ

##### Регулярный чемпионат
| Сезон | Команда         | Игры | Захваты | Захваты | Захваты | Захваты | Захваты | Перехваты | Перехваты | Перехваты | Перехваты | Перехваты | Фамблы | Фамблы | Фамблы | Фамблы |
| Сезон | Команда         | Игры | Solo    | Ast     | Tot     | Loss    | Sk      | Int       | Yds       | Y/R       | TD        | PD        | FR     | Yds    | TD     | FF     |
| ----- | --------------- | ---- | ------- | ------- | ------- | ------- | ------- | --------- | --------- | --------- | --------- | --------- | ------ | ------ | ------ | ------ |
| 2019  | Грин-Бэй Пэкерс | 14   | 3       | 7       | 10      | 0,0     | 0,0     | 0         | 0         | 0,0       | 0         | 0         | 0      | 0      | 0      | 0      |
| Всего | Всего           | 14   | 3       | 7       | 10      | 0,0     | 0,0     | 0         | 0         | 0,0       | 0         | 0         | 0      | 0      | 0      | 0      |

##### Плей-офф
| Сезон | Команда         | Игры | Захваты | Захваты | Захваты | Захваты | Захваты | Перехваты | Перехваты | Перехваты | Перехваты | Перехваты | Фамблы | Фамблы | Фамблы | Фамблы |
| Сезон | Команда         | Игры | Solo    | Ast     | Tot     | Loss    | Sk      | Int       | Yds       | Y/R       | TD        | PD        | FR     | Yds    | TD     | FF     |
| ----- | --------------- | ---- | ------- | ------- | ------- | ------- | ------- | --------- | --------- | --------- | --------- | --------- | ------ | ------ | ------ | ------ |
| 2019  | Грин-Бэй Пэкерс | 2    | 2       | 1       | 3       | 1,0     | 0,0     | 0         | 0         | 0,0       | 0         | 0         | 0      | 0      | 0      | 0      |
| Всего | Всего           | 2    | 2       | 1       | 3       | 1,0     | 0,0     | 0         | 0         | 0,0       | 0         | 0         | 0      | 0      | 0      | 0      |